# Sophronica bicolor
Sophronica bicolor là một loài bọ cánh cứng trong họ Cerambycidae.